# Drag Race France
Drag Race France est une émission de télé-réalité de compétition française dérivée de RuPaul's Drag Race, créée en 2022 par Fenton Bailey, Randy Barbato et RuPaul, et produite par Endemol France, Shake Shake Shake et World of Wonder pour France 2, France.tv Slash et WOW Presents Plus,,.
L'émission est un concours de drag queens au cours duquel est sélectionnée la « prochaine grande reine du drag français ». Nicky Doll y joue le rôle de présentatrice, de mentor et de juge principale. Chaque semaine, les candidates sont soumises à différents défis et sont évaluées par un groupe de juges, dont font partie Nicky Doll, Daphné Bürki et Kiddy Smile, et un ou plusieurs invités spéciaux, qui critique leur performance et leur progression. Le titre de l'émission est un jeu de mots entre « drag queen » et « dragster » ; le générique reprend également plusieurs éléments de la compétition automobile.
Drag Race France s'étend sur trois saisons et inspire des émissions dérivées comme Drag Race France All Stars, à venir en 2025.

## Format
Les appels à candidature pour participer à l'émission sont lancés en ligne et les candidates envoient une vidéo d'audition.
Une saison de Drag Race France se compose de plusieurs épisodes, au cours desquels les candidates s'affrontent dans différents défis. Chaque épisode est généralement conclu par l'élimination d'une candidate. Plus rarement, l'épisode peut comporter une double élimination, aucune élimination, une disqualification, un abandon volontaire ou le retrait d'une candidate suite à des raisons médicales,,. Les candidates restantes à la fin des épisodes compétitifs prennent part à un épisode final au cours duquel est couronnée la gagnante de la saison. Une saison est généralement filmée sur une durée de deux à trois semaines.

### Mini et maxi défis

#### Mini défi
Certains épisodes présentent également un « mini défi », dont le prix peut être un avantage ou un bénéfice pour le maxi défi. Il consiste souvent en une tâche ordonnée aux candidates au début d'un épisode avec des prérequis et des limitations de temps. Certains mini défis sont répétés de saison en saison, comme une séance photo aux conditions insolites, ou le reading challenge, en hommage à Paris is Burning, consistant à jeter des piques humoristiques aux autres candidates.

#### Maxi défi
Chaque épisode contient un « maxi défi » qui teste les capacités des candidates dans plusieurs domaines de la performance de genre, comme le chant, le jeu d'acteur, la comédie, la danse ou la couture. Il peut s'agir d'un défi individuel ou d'un défi de groupe. La gagnante du maxi défi reçoit généralement un prix matériel ou monétaire. Les thèmes des maxi défis sont très variés, mais sont souvent similaires de saison en saison : les candidates ont souvent pour défi de confectionner une ou plusieurs tenues selon un thème précis, parfois en utilisant des matériaux non conventionnels. D'autres défis se concentrent sur la capacité des candidates à se présenter face à une caméra, à se représenter sur de la musique ou humoristiques. Certains défis se répètent au fil des saisons. On retrouve ainsi dans presque chaque saison :
- Le talent show (depuis la saison 1) : les candidates doivent présenter aux juges l'un de leurs talents ;
- Le ball (depuis la saison 1) : les candidates doivent présenter une ou deux tenues sur des thèmes précis et confectionner une tenue à partir de matériaux non conventionnels ;
- Le Snatch Game (depuis la saison 1) : les candidates doivent imiter une célébrité ;
- Le makeover (depuis la saison 1) : les candidates doivent relooker une personne n'ayant jamais fait de drag en un membre de leur drag family ;
- L'hymne de la saison (depuis la saison 2) : toutes les candidates doivent écrire un couplet de présentation ;
- La « comédie musi-drag » (depuis la saison 2) : les candidates doivent se produire dans une comédie musicale parodique.

### Défilé
Les candidates présentent ensuite lors d'un défilé, une tenue confectionnée par les candidates pour le défi ou d'une tenue au thème assigné aux candidates avant l'émission et annoncé au début de la semaine : cette tenue est généralement amenée au préalable par les candidates et n'est pas préparée dans l'atelier.

### Critiques et conclusion
Nicky Doll et le panel de jurés critiquent les performances des candidates, délibèrent et annoncent la gagnante de la semaine ainsi que les candidates en danger d'élimination. Ces dernières doivent participer à un lip-sync for your life (« playback pour sauver sa peau ») ; la gagnante reste dans la compétition tandis que la perdante est éliminée,,.

## Jury
| Juge         | Saison     | Saison     | Saison     |
| Juge         | 1          | 2          | 3          |
| ------------ | ---------- | ---------- | ---------- |
| Nicky Doll   | Principale | Principale | Principale |
| Daphné Bürki | Principale | Principale | Principale |
| Kiddy Smile  | Principal  | Principal  | Principal  |

## Résumé des saisons
| Saison | Date de diffusion  | Date de diffusion                                      | Chaîne                   | Gagnante | Seconde(s)                 | Miss Sympathie | Récompenses |
| Saison | Première diffusion | Dernière diffusion                                     | Chaîne                   | Gagnante | Seconde(s)                 | Miss Sympathie | Récompenses |
| ------ | ------------------ | ------------------------------------------------------ | ------------------------ | -------- | -------------------------- | -------------- | --- |
| 1      | 25 juin 2022       | 11 août 2022 (France.tv Slash) 13 août 2022 (France 2) | France 2 France.tv Slash | Paloma   | La Grande Dame Soa de Muse | Elips          | - Un sceptre et une couronne de la part de Carré Y - Un an d'approvisionnement de maquillage chez MAC Cosmetics - Un shooting photo pour le magazine ELLE - Un voyage à l'Île Maurice financé par Tinder  |
| 2      | 30 juin 2023       | 25 août 2023                                           | France 2 France.tv Slash | Keiona   | Sara Forever               | Moon           | - Un sceptre et une couronne de la part de Y'Paris - Un an d’approvisionnement de maquillage chez MAC Cosmetics - La couverture d’un numéro du magazine ELLE - Un voyage à New York financé par Misterb&b |
| 3      | 31 mai 2024        | 19 juillet 2024                                        | France 2 France.tv Slash | Le Filip | Ruby On The Nail           | Norma Bell     | - Un sceptre et une couronne de la part de Y'Paris - Un an d’approvisionnement de maquillage chez MAC Cosmetics - Un voyage au carnaval de Venise financé par Misterb&b                                   |

### Saisons 1 à 3(depuis 2022)

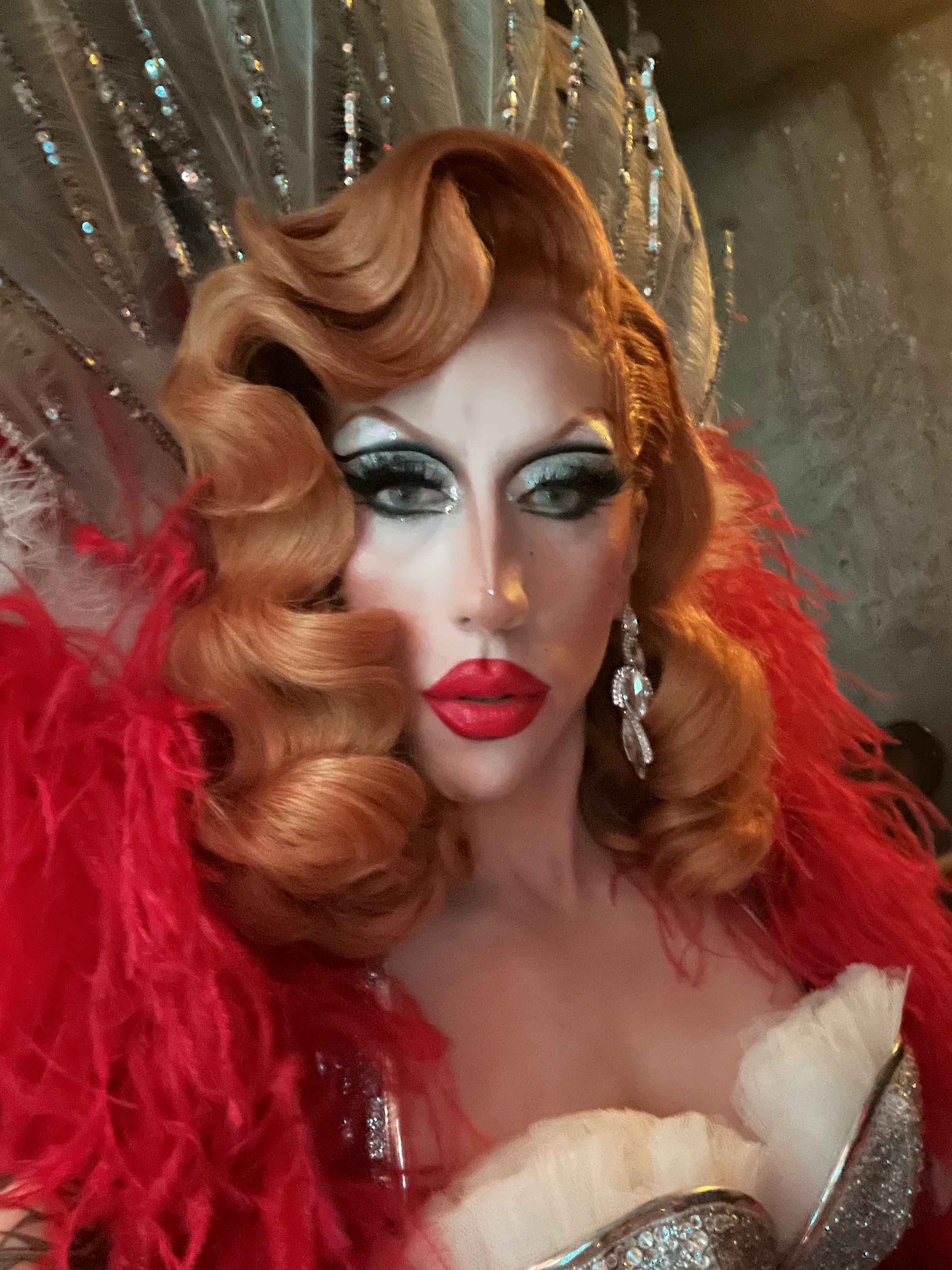
Paloma, gagnante de la première saison.
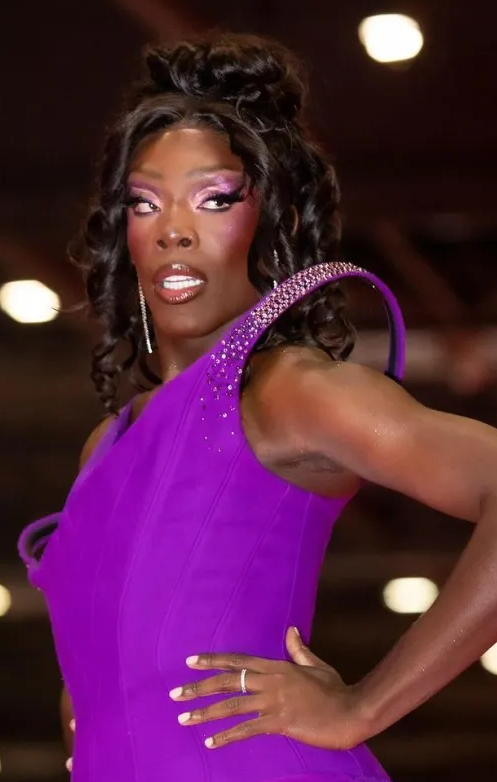
Keiona, gagnante de la deuxième saison.

La première saison de Drag Race France est diffusée pour la première fois du 25 juin au 11 août 2022 sur France 2 et France.tv Slash. Le casting est composé de dix candidates. La gagnante de la saison est Paloma, avec La Grande Dame et Soa de Muse comme secondes. La Miss Sympathie de la saison est Elips. Le succès d'audience de la diffusion du premier épisode de la saison sur la chaîne France 2 mène à une programmation complète de la première saison sur cette chaîne,.
La deuxième saison de Drag Race France est diffusée pour la première fois du 30 juin au 25 août 2023 sur France 2 et France.tv Slash. Le casting est composé de onze candidates. La gagnante de la saison est Keiona, avec Sara Forever comme seconde. La Miss Sympathie de la saison est Moon. Il s'agit de la première saison d'une version internationale de la franchise Drag Race à bénéficier d'une finale en public.
La troisième saison de Drag Race France est diffusée pour la première fois du 31 mai au 19 juillet 2024 sur France 2 et France.tv Slash. Le casting est composé de dix candidates. La gagnante de la saison est Le Filip, avec Ruby On The Nail comme seconde. La Miss Sympathie de la saison est Norma Bell.

## Candidates
À l'heure actuelle, trois saisons ont été diffusées et 31 candidates ont concouru dans Drag Race France. Les trois gagnantes de l'émission sont, par ordre chronologique, Paloma, Keiona et Le Filip.

## Programmes dérivés

### Drama Queen chez Paloma
En juin 2023, France TV annonce, à l'occasion de la deuxième saison de Drag Race France, une nouvelle émission nommée Drama queen chez Paloma, diffusée juste après l'épisode de Drag Race. Paloma, accompagnée à chaque fois d'une candidate différente de la première saison, y débriefe l'épisode venant d'être diffusé.

### Le phénomène Drag Race France: un an avec les queens
En juin 2023, France 2 et France.tv Slash annoncent un documentaire diffusé le 24 juin 2023 mettant en scène les candidates de la première saison afin de parler de l'influence de la première saison de Drag Race France sur leur vie.

### Drag Race France All Stars
Le 21 novembre 2024, la création d'une version All Stars de Drag Race France est confirmée sur les réseaux sociaux.

## Audiences

### Saison 1 (2022)
Alors que la chaîne avait envisagé de continuer la diffusion de la saison uniquement sur sa plateforme France.tv, le succès d’audience de la diffusion du premier épisode de la saison sur la chaîne France 2 mène à une programmation complète de la première saison sur cette chaîne, en troisième partie de soirée,.
La saison a été vue par plus de 7 millions de téléspectateurs sur la totalité de la saison sur France 2. Par ailleurs, elle totalise plus de 2,4 millions de vues sur la plateforme France.tv : Il s'agit du 5ème programme le plus vu au cumul en replay de l’été 2022 de france.tv, et dans le top 2 dans la catégorie divertissement. Il s’agit également du divertissement le plus engageant sur twitter l'été 2022 avec 230 000 interactions.
| Épisode | Jour et horaire de diffusion  | Audience moyenne sur France 2 | Audience moyenne sur France 2 | Références |
| Épisode | Jour et horaire de diffusion  | Nombre de téléspectateurs     | PDM                           | Références |
| ------- | ----------------------------- | ----------------------------- | ----------------------------- | ---------- |
| 1       | 25 juin 2022 (23:25 – 0:35)   | 914 000                       | 11,6 %                        | [ 28 ]     |
| 2       | 2 juillet 2022 (0:08 – 1:16)  | 230 000                       | 4,7 %                         | [ 29 ]     |
| 3       | 9 juillet 2022 (0:12 – 1:22)  | 262 000                       | 6,6 %                         | [ 30 ]     |
| 4       | 16 juillet 2022 (0:04 – 1:14) | 255 000                       | 5,8 %                         | [ 31 ]     |
| 5       | 23 juillet 2022 (0:00 – 1:10) | 306 000                       | 6,3 %                         | [ 32 ]     |
| 6       | 30 juillet 2022 (0:04 – 1:13) | 277 000                       | 6,2 %                         | [ 33 ]     |
| 7       | 6 août 2022 (0:07 – 1:09)     | 318 000                       | 7,4 %                         | [ 34 ]     |
| 8       | 13 août 2022 (0:07 – 1:13)    | 335 000                       | 7,5 %                         | [ 35 ]     |

### Saison 2 (2023)
| Épisode | Jour et horaire de diffusion   | Audience moyenne sur France 2 | Audience moyenne sur France 2 | Références        |
| Épisode | Jour et horaire de diffusion   | Nombre de téléspectateurs     | PDM                           | Références        |
| ------- | ------------------------------ | ----------------------------- | ----------------------------- | ----------------- |
| 1       | 30 juin 2023 (23:00 – 0:05)    | 598 000                       | 6,2 %                         | [ 36 ]            |
| 2       | 7 juillet 2023 (22:45 – 23:55) | 542 000                       | 5,6 %                         | [ 37 ]            |
| 3       | 14 juillet 2023 (23:40 – 0:50) | 443 000                       | 8,2 %                         | [ 38 ]            |
| 4       | 21 juillet 2023 (22:50 – 0:05) | 537 000                       | 5,5 %                         | [ 38 ]            |
| 5       | 28 juillet 2023 (22:45 – 0:00) | 535 000                       | 5,6 %                         | [ 39 ]            |
| 6       | 4 août 2023 (23:00 – 0:10)     | 483 000                       | 5,5 %                         | [ 40 ]            |
| 7       | 11 août 2023 (22:40 – 23:45)   | 424 000                       | 4,6 %                         | [réf. nécessaire] |
| 8       | 18 août 2023 (22:45 – 23:55)   | 445 000                       | 4,7 %                         | [ 41 ]            |
| 9       | 25 août 2023 (22:43 – 0:13)    | 684 000                       | 7,6 %                         | [ 42 ]            |

### Saison 3 (2024)
| Épisode | Jour et horaire de diffusion   | Audience moyenne sur France 2 | Audience moyenne sur France 2 | Références |
| Épisode | Jour et horaire de diffusion   | Nombre de téléspectateurs     | PDM                           | Références |
| ------- | ------------------------------ | ----------------------------- | ----------------------------- | ---------- |
| 1       | 31 mai 2024 (23:04 – 0:17)     | 532 000                       | 6 %                           | [ 43 ]     |
| 8       | 19 juillet 2024 (22:46 – 0:16) | 554 000                       | 6,2 %                         | [ 44 ]     |

## Tournée
À la suite de la diffusion de l’émission, le spectacle Drag Race France Live est organisée en France et en Belgique, avec toutes les participantes de la saison. L'expérience est réitérée pour la deuxième et la troisième saison ainsi que pour la saison All Stars prévue en 2025.

### Saison 1 (2022–2023)
| Date               | Ville            | Pays     | Lieu                                |
| ------------------ | ---------------- | -------- | ----------------------------------- |
| SEPTEMBRE 2022     |                  |          |                                     |
| 1er septembre 2022 | Paris            | France   | Casino de Paris                     |
| 2 septembre 2022   | Paris            | France   | Casino de Paris                     |
| 3 septembre 2022   | Paris            | France   | Casino de Paris                     |
| 6 septembre 2022   | Nancy            | France   | Ensemble Poirel                     |
| 8 septembre 2022   | Lille            | France   | Théâtre Sébastopol                  |
| 10 septembre 2022  | Nantes           | France   | Cité des congrès                    |
| 13 septembre 2022  | Bruxelles        | Belgique | Cirque Royal                        |
| 17 septembre 2022  | Marseille        | France   | CEPAC Silo                          |
| 22 septembre 2022  | Bordeaux         | France   | Théâtre Fémina                      |
| OCTOBRE 2022       |                  |          |                                     |
| 14 octobre 2022    | Paris            | France   | Casino de Paris                     |
| 15 octobre 2022    | Paris            | France   | Casino de Paris                     |
| 16 octobre 2022    | Paris            | France   | Casino de Paris                     |
| 19 octobre 2022    | Bordeaux         | France   | Théâtre Fémina                      |
| 20 octobre 2022    | Montpellier      | France   | Corum                               |
| 21 octobre 2022    | Lyon             | France   | Bourse du travail                   |
| 23 octobre 2022    | Strasbourg       | France   | Palais de la musique et des congrès |
| 25 octobre 2022    | Toulouse         | France   | Casino Barrière                     |
| 27 octobre 2022    | Clermont-Ferrand | France   | La Coopérative de Mai               |
| 29 octobre 2022    | Nice             | France   | Acropolis                           |
| NOVEMBRE 2022      |                  |          |                                     |
| 3 novembre 2022    | Rennes           | France   | Le Liberté                          |
| 5 novembre 2022    | Lyon             | France   | Bourse du travail                   |
| 7 novembre 2022    | Lille            | France   | Théâtre Sébastopol                  |
| 9 novembre 2022    | Paris            | France   | Casino de Paris                     |
| 10 novembre 2022   | Paris            | France   | Casino de Paris                     |
| FÉVRIER 2023       |                  |          |                                     |
| 14 février 2023    | Paris            | France   | Casino de Paris                     |
| 15 février 2023    | Paris            | France   | Casino de Paris                     |
| 16 février 2023    | Paris            | France   | Casino de Paris                     |
| 17 février 2023    | Paris            | France   | Casino de Paris                     |
| 18 février 2023    | Paris            | France   | Casino de Paris                     |

### Saison 2 (2023)
| Date              | Ville            | Pays   | Lieu                                |
| ----------------- | ---------------- | ------ | ----------------------------------- |
| SEPTEMBRE 2023    |                  |        |                                     |
| 7 septembre 2023  | Paris            | France | Casino de Paris                     |
| 8 septembre 2023  | Paris            | France | Casino de Paris                     |
| 9 septembre 2023  | Paris            | France | Casino de Paris                     |
| 10 septembre 2023 | Paris            | France | Casino de Paris                     |
| 11 septembre 2023 | Paris            | France | Casino de Paris                     |
| 12 septembre 2023 | Paris            | France | Casino de Paris                     |
| 13 septembre 2023 | Paris            | France | Casino de Paris                     |
| 14 septembre 2023 | Paris            | France | Casino de Paris                     |
| 15 septembre 2023 | Paris            | France | Casino de Paris                     |
| 16 septembre 2023 | Paris            | France | Casino de Paris                     |
| 19 septembre 2023 | Lille            | France | Théâtre Sébastopol                  |
| 20 septembre 2023 | Lille            | France | Théâtre Sébastopol                  |
| 22 septembre 2023 | Nantes           | France | Cité des congrès                    |
| 23 septembre 2023 | Nantes           | France | Cité des congrès                    |
| 26 septembre 2023 | Bordeaux         | France | Théâtre Fémina                      |
| 27 septembre 2023 | Bordeaux         | France | Théâtre Fémina                      |
| 30 septembre 2023 | Montpellier      | France | Zénith Sud                          |
| OCTOBRE 2023      |                  |        |                                     |
| 4 octobre 2023    | Strasbourg       | France | Palais de la musique et des congrès |
| 6 octobre 2023    | Lyon             | France | Amphithéâtre 3000                   |
| 7 octobre 2023    | Lyon             | France | Amphithéâtre 3000                   |
| 10 octobre 2023   | Toulouse         | France | Casino Barrière                     |
| 11 octobre 2023   | Toulouse         | France | Casino Barrière                     |
| 14 octobre 2023   | Rouen            | France | Zénith de la Métropole              |
| 17 octobre 2023   | Genève           | Suisse | Théâtre du Léman                    |
| 19 octobre 2023   | Saint-Étienne    | France | Zénith Saint-Étienne Métropole      |
| 21 octobre 2023   | Clermont-Ferrand | France | Zénith d'Auvergne                   |
| 24 octobre 2023   | Grenoble         | France | Le Summum                           |
| 26 octobre 2023   | Marseille        | France | CEPAC Silo                          |
| 28 octobre 2023   | Nice             | France | Palais Nikaïa                       |
| 31 octobre 2023   | Tours            | France | Centre international de congrès     |
| NOVEMBRE 2023     |                  |        |                                     |
| 4 novembre 2023   | Dijon            | France | Zénith de Dijon                     |
| 7 novembre 2023   | Paris            | France | Folies Bergère                      |
| 8 novembre 2023   | Paris            | France | Folies Bergère                      |
| 9 novembre 2023   | Paris            | France | Folies Bergère                      |
| 10 novembre 2023  | Paris            | France | Folies Bergère                      |
| 11 novembre 2023  | Paris            | France | Folies Bergère                      |
| 12 novembre 2023  | Paris            | France | Folies Bergère                      |
| 13 novembre 2023  | Paris            | France | Folies Bergère                      |
| 14 novembre 2023  | Paris            | France | Folies Bergère                      |
| 15 novembre 2023  | Paris            | France | Folies Bergère                      |
| 16 novembre 2023  | Paris            | France | Folies Bergère                      |
| 17 novembre 2023  | Paris            | France | Folies Bergère                      |
| 18 novembre 2023  | Paris            | France | Folies Bergère                      |

### Saison 3 (2024)
| Date              | Ville       | Pays   | Lieu                                |
| ----------------- | ----------- | ------ | ----------------------------------- |
| SEPTEMBRE 2024    |             |        |                                     |
| 14 septembre 2024 | Paris       | France | Folies Bergère                      |
| 15 septembre 2024 | Paris       | France | Folies Bergère                      |
| 16 septembre 2024 | Paris       | France | Folies Bergère                      |
| 17 septembre 2024 | Paris       | France | Folies Bergère                      |
| 18 septembre 2024 | Paris       | France | Folies Bergère                      |
| 19 septembre 2024 | Paris       | France | Folies Bergère                      |
| 20 septembre 2024 | Paris       | France | Folies Bergère                      |
| 21 septembre 2024 | Paris       | France | Folies Bergère                      |
| 27 septembre 2024 | Lyon        | France | Amphithéâtre 3000                   |
| 28 septembre 2024 | Lyon        | France | Amphithéâtre 3000                   |
| 30 septembre 2024 | Lille       | France | Théâtre Sébastopol                  |
| OCTOBRE 2024      |             |        |                                     |
| 1er octobre 2024  | Lille       | France | Théâtre Sébastopol                  |
| 2 octobre 2024    | Lille       | France | Théâtre Sébastopol                  |
| 8 octobre 2024    | Nantes      | France | Zénith de Nantes Métropole          |
| 10 octobre 2024   | Rennes      | France | Le Liberté                          |
| 12 octobre 2024   | Tours       | France | Centre international de congrès     |
| 16 octobre 2024   | Bordeaux    | France | Le Pin Galant                       |
| 17 octobre 2024   | Bordeaux    | France | Le Pin Galant                       |
| 19 octobre 2024   | Pau         | France | Zénith de Pau                       |
| 24 octobre 2024   | Montpellier | France | Zénith Sud                          |
| 26 octobre 2024   | Toulouse    | France | Zénith de Toulouse Métropole        |
| 28 octobre 2024   | Marseille   | France | CEPAC Silo                          |
| 30 octobre 2024   | Nice        | France | Palais Nikaïa                       |
| NOVEMBRE 2024     |             |        |                                     |
| 2 novembre 2024   | Lausanne    | Suisse | Théâtre de Beaulieu                 |
| 4 novembre 2024   | Genève      | Suisse | Théâtre du Léman                    |
| 6 novembre 2024   | Grenoble    | France | Le Summum                           |
| 9 novembre 2024   | Brest       | France | Brest Arena                         |
| 19 novembre 2024  | Rouen       | France | Zénith de Rouen                     |
| 21 novembre 2024  | Caen        | France | Zénith de Caen                      |
| 23 novembre 2024  | Reims       | France | Reims Arena                         |
| 27 novembre 2024  | Strasbourg  | France | Palais de la musique et des congrès |
| 29 novembre 2024  | Dijon       | France | Zénith de Dijon                     |

## Distinctions
| Année | Cérémonie | Catégorie                | Nomination       | Résultat | Réf.   |
| ----- | --------- | ------------------------ | ---------------- | -------- | ------ |
| 2023  | Q d’or    | Q d’or du phénomène télé | Drag Race France | Lauréat  | [ 49 ] |